# Collegio di Bermondsey and Old Southwark
Bermondsey and Old Southwark è un collegio elettorale situato nella Grande Londra, e rappresentato alla Camera dei comuni del Parlamento del Regno Unito. Elegge un membro del parlamento con il sistema first-past-the-post, ossia maggioritario a turno unico; l'attuale parlamentare è Neil Coyle, eletto con il Partito Laburista nel 2015.

## Storia ed estensione

Bermondsey and Old Southwark dal 2010 al 2024

Il collegio fu creato per le elezioni generali nel Regno Unito del 2010, quasi identico al predecessore North Southwark and Bermondsey.
Il collegio sorge all'interno del borgo londinese di Southward, che contiene l'area di Old Southwark dall'ex Borgo metropolitano di Southwark e i quartieri di Borough, London Bridge e Bankside. All'interno del collegio si trovano Elephant and Castle, Walworth e Newington, che erano parte dell'ex Borgo Metropolitano. La parte orientale del collegio comprende Bermondsey e Rotherhithe che furono parte del Borgo metropolitano di Bermondsey.
Dal 2024 i ward che costituiscono il collegio sono: Borough and Bankside; Chaucer; London Bridge and West Bermondsey; North Bermondsey; Rotherhithe; St. George’s; South Bermondsey e Surrey Docks, compresi nel borgo londinese di Southwark.

## Membri del parlamento
| Elezione | Elezione | Deputato     | Partito             |
| -------- | -------- | ------------ | ------------------- |
|          | 2010     | Simon Hughes | Liberal Democratici |
|          | 2015     | Neil Coyle   | Laburista           |
|          | Feb 2022 | Neil Coyle   | Indipendente        |
|          | Mag 2023 | Neil Coyle   | Laburista           |

## Elezioni

### Elezioni negli anni 2020
| Partito                    | Partito                                | Candidato                  | Risultati 4 luglio 2024 | Risultati 4 luglio 2024 |
| Partito                    | Partito                                | Candidato                  | Voti                    | %                       |
| -------------------------- | -------------------------------------- | -------------------------- | ----------------------- | ----------------------- |
|                            | Laburista                              | Neil Coyle                 | 16 857                  | 44,83                   |
|                            | Lib Dem                                | Rachel Bentley             | 9 070                   | 24,12                   |
|                            | Verde                                  | Susan Hunter               | 4 477                   | 11,91                   |
|                            | Reform UK                              | Tony Sharp                 | 3 397                   | 9,03                    |
|                            | Conservatore                           | Jonathan Iliff             | 2 879                   | 7,66                    |
|                            | Indipendente                           | Piers Corbyn               | 403                     | 1,07                    |
|                            | Indipendente                           | Niko Omilana               | 273                     | 0,73                    |
|                            | Indipendente                           | Barry Duckett              | 247                     | 0,66                    |
|                            |                                        |                            |                         |                         |
| Iscritti                   | Iscritti                               | Iscritti                   | 69 473                  | 100,00                  |
| ↳ Votanti (% su iscritti)  | ↳ Votanti (% su iscritti)              | ↳ Votanti (% su iscritti)  | 37 603                  | 54,13                   |
| ↳ Astenuti (% su iscritti) | ↳ Astenuti (% su iscritti)             | ↳ Astenuti (% su iscritti) | 31 870                  | 45,87                   |
|                            |                                        |                            |                         |                         |
|                            | Esito: collegio confermato a Laburista |                            |                         |                         |

### Elezioni negli anni 2010
| Partito                    | Partito                                | Candidato                  | Risultati 12 dicembre 2019 | Risultati 12 dicembre 2019 |
| Partito                    | Partito                                | Candidato                  | Voti                       | %                          |
| -------------------------- | -------------------------------------- | -------------------------- | -------------------------- | -------------------------- |
|                            | Laburista                              | Neil Coyle                 | 31 723                     | 54,12                      |
|                            | Lib Dem                                | Humaira Ali                | 15 597                     | 26,61                      |
|                            | Conservatore                           | Andrew Baker               | 9 678                      | 16,51                      |
|                            | Brexit                                 | Alex Matthews              | 1 617                      | 2,76                       |
|                            |                                        |                            |                            |                            |
| Iscritti                   | Iscritti                               | Iscritti                   | 93 248                     | 100,00                     |
| ↳ Votanti (% su iscritti)  | ↳ Votanti (% su iscritti)              | ↳ Votanti (% su iscritti)  | 58 615                     | 62,86                      |
| ↳ Astenuti (% su iscritti) | ↳ Astenuti (% su iscritti)             | ↳ Astenuti (% su iscritti) | 34 633                     | 37,14                      |
|                            |                                        |                            |                            |                            |
|                            | Esito: collegio confermato a Laburista |                            |                            |                            |

| Partito                    | Partito                                | Candidato                  | Risultati 8 giugno 2017 | Risultati 8 giugno 2017 |
| Partito                    | Partito                                | Candidato                  | Voti                    | %                       |
| -------------------------- | -------------------------------------- | -------------------------- | ----------------------- | ----------------------- |
|                            | Laburista                              | Neil Coyle                 | 31 161                  | 53,25                   |
|                            | Lib Dem                                | Simon Hughes               | 18 189                  | 31,08                   |
|                            | Conservatore                           | Siobhan Baillie            | 7 581                   | 12,95                   |
|                            | UKIP                                   | Elizabeth Jones            | 838                     | 1,43                    |
|                            | Verdi                                  | John Tyson                 | 639                     | 1,09                    |
|                            | Indipendente                           | James Clarke               | 113                     | 0,19                    |
|                            |                                        |                            |                         |                         |
| Iscritti                   | Iscritti                               | Iscritti                   | 87 272                  | 100,00                  |
| ↳ Votanti (% su iscritti)  | ↳ Votanti (% su iscritti)              | ↳ Votanti (% su iscritti)  | 58 521                  | 67,06                   |
| ↳ Astenuti (% su iscritti) | ↳ Astenuti (% su iscritti)             | ↳ Astenuti (% su iscritti) | 28 751                  | 32,94                   |
|                            |                                        |                            |                         |                         |
|                            | Esito: collegio confermato a Laburista |                            |                         |                         |

| Partito                    | Partito                                      | Candidato                  | Risultati 7 maggio 2015 | Risultati 7 maggio 2015 |
| Partito                    | Partito                                      | Candidato                  | Voti                    | %                       |
| -------------------------- | -------------------------------------------- | -------------------------- | ----------------------- | ----------------------- |
|                            | Laburista                                    | Neil Coyle                 | 22 146                  | 43,07                   |
|                            | Lib Dem                                      | Simon Hughes               | 17 657                  | 34,34                   |
|                            | Conservatore                                 | Jean-Paul Floru            | 6 051                   | 11,77                   |
|                            | UKIP                                         | Andy Beadle                | 3 254                   | 6,33                    |
|                            | Verdi                                        | William Lavin              | 2 023                   | 3,93                    |
|                            | Unità della Sinistra (TUSC)                  | Kingsley Abrams            | 142                     | 0,28                    |
|                            | Indipendente                                 | Lucy Hall                  | 72                      | 0,14                    |
|                            | All People's Party                           | Donald Cole                | 59                      | 0,11                    |
|                            | Republican Socialist Party                   | Steve Freeman              | 20                      | 0,04                    |
|                            |                                              |                            |                         |                         |
| Iscritti                   | Iscritti                                     | Iscritti                   | 83 298                  | 100,00                  |
| ↳ Votanti (% su iscritti)  | ↳ Votanti (% su iscritti)                    | ↳ Votanti (% su iscritti)  | 51 424                  | 61,73                   |
| ↳ Astenuti (% su iscritti) | ↳ Astenuti (% su iscritti)                   | ↳ Astenuti (% su iscritti) | 31 874                  | 38,27                   |
|                            |                                              |                            |                         |                         |
|                            | Esito: collegio passa da Lib Dem a Laburista |                            |                         |                         |

| Partito                    | Partito                                    | Candidato                  | Risultati 6 maggio 2010 | Risultati 6 maggio 2010 |
| Partito                    | Partito                                    | Candidato                  | Voti                    | %                       |
| -------------------------- | ------------------------------------------ | -------------------------- | ----------------------- | ----------------------- |
|                            | Lib Dem                                    | Simon Hughes               | 21 590                  | 48,35                   |
|                            | Laburista Co-Op                            | Val Shawcross              | 13 060                  | 29,25                   |
|                            | Conservatore                               | Loanna Morrison            | 7 638                   | 17,11                   |
|                            | BNP                                        | Stephen Tyler              | 1 370                   | 3,07                    |
|                            | Verdi                                      | Tom Chance                 | 718                     | 1,61                    |
|                            | UKIP                                       | Alan Kirkby                | 155                     | 0,35                    |
|                            | Indipendente                               | Steve Freeman              | 120                     | 0,27                    |
|                            |                                            |                            |                         |                         |
| Iscritti                   | Iscritti                                   | Iscritti                   | 77 628                  | 100,00                  |
| ↳ Votanti (% su iscritti)  | ↳ Votanti (% su iscritti)                  | ↳ Votanti (% su iscritti)  | 44 651                  | 57,52                   |
| ↳ Astenuti (% su iscritti) | ↳ Astenuti (% su iscritti)                 | ↳ Astenuti (% su iscritti) | 32 977                  | 42,48                   |
|                            |                                            |                            |                         |                         |
|                            | Esito: collegio a Lib Dem (nuovo collegio) |                            |                         |                         |

## Risultati dei referendum

### Referendum sulla permanenza del Regno Unito nell'Unione europea del 2016
|             | Collegio                     | Lasciare UE % | Rimanere in UE % |
| ----------- | ---------------------------- | ------------- | ---------------- |
|             | Bermondsey and Old Southwark | 27,0%         | 73,0%            |
|             | Inghilterra                  | 53,3%         | 46,7%            |
| Regno Unito | 51,9%                        | 48,1%         |                  |